# Tân Tiến, Lạng Sơn
Tân Tiến là một xã thuộc tỉnh Lạng Sơn, Việt Nam.
Xã Tân Tiến có diện tích 73,38 km², dân số năm 1999 là 2.504 người, mật độ dân số đạt 34 người/km².
Theo thống kê năm 2019, Tân Tiến có diện tích 73,38 km², dân số là 2.640 người, mật độ dân số đạt 36 người/km².